# Vicent Marés
Vicent Marés (Xelva, 1633 - 1695) fou un eclesiàstic i erudit valencià del segle xvii. Es va doctorar en teologia i va obtenir el beneficiat de les parròquies de Sant Pere i Sant Nicolau de València. Més tard ocupà breument diferents càrrecs dins del bisbat de Sogorb: notari apostòlic, examinador sinodal, comissari del Sant Ofici i visitador general del bisbat de Sogorb. L'any 1661 prengué possessió de la rectoria i de l'arxiprestat de Xelva, que mantindria fins a la mort. Va compondre un tractat de matemàtiques i un altre de cosmografia, que deixà inèdits. La seua obra més important és La Fénix Troyana (1681) on s'hi poden trobar dades històriques, geogràfiques i estadístiques referents al Regne de València, sobretot del vescomtat de Xelva, que continuen sent útils per a la historiografia actual, malgrat les nombroses invencions fantasioses: per exemple respecte als seus habitants originaris (fins i tot situà Xelva al paradís terrenal). Cal dir, però, que aquest tipus de qüestions acrítiques no eren gens estranyes per aquell temps.